# Liste der Stolpersteine in Eitorf
In der Liste der Stolpersteine der Gemeinde Eitorf werden die vorhandenen Stolpersteine aufgeführt, die im Rahmen des Projektes Stolpersteine des Künstlers Gunter Demnig am 31. August 2009 in Eitorf verlegt worden sind.
| Adresse               | Name                     | Inschrift | Verlegedatum    | Bild                                                             | Anmerkung |
| --------------------- | ------------------------ | --- | --------------- | ---------------------------------------------------------------- | --- |
| Bahnhofstraße 7–9 ·   | Sigmund Simon            | Hier wohnte Sigmund Simon Jg. 1876 interniert 1941 Lager Much deportiert 1942 Theresienstadt ermordet 18.10.1942                | 31. August 2009 | Stolperstein Eitorf-Bahnhofstraße 7–9 Siegmund Simon             | geboren am 11. August 1873 in Hamm / Kreis Altenkirchen |
| Bahnhofstraße 7–9 ·   | Bertha Simon             | Hier wohnte Bertha Simon geb. Meyer Jg. 1886 interniert 1941 Lager Much ermordet 8.3.1942                                       | 31. August 2009 | Stolperstein Eitorf-Bahnhofstraße 7–9 Bertha Simon               | geboren am 20. Mai 1886 in Hanau Vorname lt. Gedenkbuch Berta |
| Bahnhofstraße 7–9 ·   | Adele Heilbronn          | Hier wohnte Adele Heilbronn Jg. 1902 interniert 1941 Lager Much deportiert 1942 ???                                             | 31. August 2009 | Stolperstein Eitorf-Bahnhofstraße 7–9 Adele Heilbronn            | geboren am 3. Juli 1902 in Herzfeld |
| Bahnhofstraße 11–13 · | Simon Meier              | Hier wohnte Simon 'Sally' Meier Jg. 1874 Flucht 1937 Holland interniert Westerbork deportiert 1942 Auschwitz ermordet           | 31. August 2009 | Stolperstein Eitorf-Bahnhofstraße 11–13 Simon Meier              | geboren am 8. Mai 1874 in Kirch-Göns/Hessen |
| Bahnhofstraße 11–13 · | Lena Meier               | Hier wohnte Lena Meier geb. Simon Jg. 1883 Flucht 1937 Holland interniert Westerbork deportiert 1942 Auschwitz ermordet         | 31. August 2009 | Stolperstein Eitorf-Bahnhofstraße 11–13 Lena Meier               | geboren am 11. März 1883 in Hamm / Kreis Altenkirchen |
| Bahnhofstraße 11–13 · | Ottilie Löwenstein       | Hier wohnte Ottilie Löwenstein geb. Meier Jg. 1906 Flucht 1937 Holland interniert Westerbork deportiert 1942 Auschwitz ermordet | 31. August 2009 | Stolperstein Eitorf-Bahnhofstraße 11–13 Ottilie Löwenstein       | geboren am 15. November 1906 in Eitorf |
| Bahnhofstraße 11–13 · | Harry Hermann Löwenstein | Hier wohnte Harry Hermann Löwenstein Jg. 1908 Flucht 1937 Holland interniert Westerbork deportiert 1942 Auschwitz ermordet      | 31. August 2009 | Stolperstein Eitorf-Bahnhofstraße 11–13 Harry Hermann Löwenstein | geboren am 21. Dezember 1908 in Kierberg / Ortsteil von Brühl |
| Asbacher Straße 23 ·  | Joseph Meier             | Hier wohnte Joseph Meier Jg. 1902 interniert 1941 Lager Much ??? ermordet                                                       | 31. August 2009 | Stolperstein Eitorf-Asbacher Straße 23 Joseph Meyer              | |
| Asbacher Straße 23 ·  | Selma Meier              | Hier wohnte Selma Meier geb. Meyer Jg. 1903 interniert 1941 Lager Much ??? ermordet                                             | 31. August 2009 | Stolperstein Eitorf-Asbacher Straße 23 Selma Meier               | |
| Asbacher Straße 23 ·  | Günther Meyer            | Hier wohnte Günther Meyer Jg. 1927 interniert 1941 Lager Much deportiert Minsk ermordet                                         | 31. August 2009 | Stolperstein Eitorf-Asbacher Straße 23 Günther Meyer             | geboren am 9. März 1927 in Bonn Im Bundesarchiv mit abweichender Schreibweise (Meier) gefunden. |
| Bergstraße 1 ·        | Abraham Levi             | Hier wohnte Abraham Levi Jg. 1879 deportiert 1942 Minsk ermordet                                                                | 31. August 2009 | Stolperstein Eitorf-Bergstraße 1 Abraham Levi                    | geboren am 22. September 1879 in Waltersbrück |
| Bergstraße 1 ·        | Else Levi                | Hier wohnte Else Levi geb. Feist Jg. 1884 deportiert 1942 Minsk ermordet                                                        | 31. August 2009 | Stolperstein Eitorf-Bergstraße 1 Else Levi                       | geboren am 27. März 1884 in Minden |
| Siegstraße 28 ·       | Rola Rebekka Menkel      | Hier wohnte Rola Rebekka Menkel geb. Grünebaum Jg. 1881 interniert 1941 Lager Much deportiert 1942 Richtung Osten ermordet      | 31. August 2009 | Stolperstein Eitorf Siegstraße 28 Rola Rebekka Menkel            | geboren am 8. Juni 1881 in Wenings / Hessen |
| Siegstraße 28 ·       | Hans Menkel              | Hier wohnte Hans Menkel Jg. 1907 Flucht 1936 Holland interniert Westerbork deportiert 1942 Auschwitz ermordet                   | 31. August 2009 | Stolperstein Eitorf Siegstraße 28 Hans Menkel                    | geboren am 14. November 1907 in Eitorf |
| Siegstraße 72 ·       | Rosa Sara Seligmann      | Hier wohnte Rosa Seligmann geb. Ermann Jg. 1880 interniert 1941 Lager Much deportiert 1942 Theresienstadt ermordet              | 31. August 2009 | Stolperstein Eitorf Siegstraße 72 Rosa Seligmann                 | geboren am 28. Januar 1880 in Osann / Wittlich |
| Siegstraße 72 ·       | Nathan Seligmann         | Hier wohnte Nathan Seligmann Jg. 1876 interniert 1941 Lager Much deportiert 1942 Theresienstadt ermordet                        | 31. August 2009 | Stolperstein Eitorf Siegstraße 72 Nathan Seligmann               | geboren am 19. Mai 1876 in Dierdorf |
| Siegstraße 83 ·       | Julius Simon             | Hier wohnte Julius Simon Jg. 1885 verhaftet 9.11.1938 Dachau deportiert 1942 Theresienstadt ermordet                            | 31. August 2009 | Stolperstein Eitorf-Siegstraße 83 Julius Simon                   | geboren am 10. Januar 1885 in Hamm / Altenkirchen |
| Siegstraße 83 ·       | Toni Simon               | Hier wohnte Toni Simon geb. Feith Jg. 1894 deportiert 1942 Theresienstadt ermordet                                              | 31. August 2009 | Stolperstein Eitorf-Siegstraße 83 Toni Simon                     | geboren am 22. September 1894 in Borken i. Westfalen |
| Maibergstraße 27 ·    | Karoline Hirschberg      | Hier wohnte Karoline Hirschberg geb. Meyer Jg. 1890 deportiert 1942 Minsk ermordet                                              | 31. August 2009 | Stolperstein Eitorf Maibergstraße 27 Karoline Hirschberg         | geboren am 26. Juli 1890 in Betzdorf / Altenkirchen |
| Maibergstraße 27 ·    | Siegfried Hirschberg     | Hier wohnte Siegfried Hirschberg Jg. 1884 deportiert 1944 Minsk ermordet                                                        | 31. August 2009 | Stolperstein Eitorf Maibergstraße 27 Siegfried Hirschberg        | geboren am 6. Dezember 1884 in Dierdorf |
| Maibergstraße 27 ·    | Hanna Hirschberg         | Hier wohnte Hanna Hirschberg Jg. 1924 deportiert 1942 Minsk ermordet                                                            | 31. August 2009 | Stolperstein Eitorf Maibergstraße 27 Hanna Hirschberg            | geboren am 31. August 1924 in Eitorf |
| Maibergstraße 27 ·    | Ilse Grete Hirschberg    | Hier wohnte Ilse Grete Hirschberg Jg. 1926 deportiert 1942 Minsk ermordet                                                       | 31. August 2009 | Stolperstein Eitorf Maibergstraße 27 Ilse Grete Hirschberg       | geboren am 25. August 1926 in Eitorf Zweiter Vorname lt. Gedenkbuch Gerta |
| Maibergstraße 27 ·    | Liselotte Hirschberg     | Hier wohnte Liselotte Hirschberg Jg. 1928 deportiert 1942 Minsk ermordet                                                        | 31. August 2009 | Stolperstein Eitorf Maibergstraße 27 Lieselotte Hirschberg       | geboren am 25. November 1928 in Eitorf |
| Heckerhof 5 ·         | Hilde Hördemann          | Hier wohnte Hilde Hördemann Jg. 1919 aus 'Heilanstalt' St. Josef / Neuss 1944 nach Klinik Dobrany tot an Folgen 3.2.1946        | 31. August 2009 | Stolperstein Eitorf Heckerhof 5 Hilde Hördemann                  | Die Stadt Dobřany trug in den Jahren von 1939 bis 1945 den Namen Wiesengrund. Die psychiatrische Klinik in Dobřany war eine von ca. 37 sogenannten Kinderfachabteilungen in denen während der Zeit des Nationalsozialismus körperlich oder geistig behinderte Kinder und Jugendliche zu Forschungszwecken benutzt und getötet wurden.(Kinder-Euthanasie) |